# Greenough Shire
Greenough Shire var en kommun i Western Australia, Australien. Kommunen, som bestod av området kring staden Geraldton hade en yta på 1 752 km², och en uppskattad folkmängd 2007 på 15 394 invånare. 
Kommunen slogs 2007 samman med Geraldton City, varvid kommunen Geraldton-Greenough City bildades. Greenough var ursprungligen ett landsbygdsområde, men i och med Geraldtons expansion har staden expanderat över sina gränser och in i Greenough. Det är nu en del av Greater Geraldton City.